# 托马斯·冯·舍
托马斯·冯·舍（瑞典語：Thomas von Scheele，1969年3月13日—），瑞典男子乒乓球运动员，左手持拍。1991年世界乒乓球锦标赛，他与彼得·卡尔松的双打组合，击败中国的王涛/吕林，赢得该届赛事的冠军。退役后，冯·舍出任瑞典女子乒乓球队教练。